# 홍명찬
홍명찬(洪明燦, 1987년 1월 19일 ~ )은 KBO 리그 전 SK 와이번스의 내야수이다.

## 출신학교
- 응암초등학교
- 홍은중학교
- 한서고등학교